# Frans Blom
Frans Blom (Frants Ferdinand Blom, Copenhaga, Dinamarca, 9 de Agosto de 1893 - San Cristóbal de las Casas, México) foi um explorador e arqueólogo dinamarquês.
Frans Blom nasceu em 1893 em Copenhaga, Dinamarca no seio de uma família de comerciantes de antiguidades de classe média. Era irrequieto e partiu em viagem acabando por chegar ao México em 1919 onde encontrou trabalho como encarregado do pagamento de salários na indútria do petróleo. Enquanto viajava para locais remotos na selva mexicana tornou-se interessado nas ruínas maias que encontrava nos locais onde trabalhava. Começou então a desenhar e documentar estas ruínas, acabando por ser contratado pelo Museu Nacional de Antropologia do México que financiou algumas das suas expedições. Conheceu Sylvanus G. Morley e este levou-o para Universidade de Harvard em Boston onde obteve o grau de mestre em arqueologia.
Passou então a trabalhar na Universidade Tulane, em Nova Orleães e enquanto aí trabalhava efectuou várias expedições à Mesoamérica . Em 1923 os seus estudos em Palenque, documentaram várias características ignoradas por investigadores anteriores. Em 1924 Blom descobriui o sítio arqueológico maia de Uaxactun na Guatemala. As suas explorações na zona do istmo de Tehuantepec produziram os primeiros relatórios académicos sobre vários sítios da civilização olmeca. Em 1926 foi nomeado chefe do recém-criado Department of Middle American Research da Universidade Tulane.
Em 1932 casou com a estadunidense Mary Thomas, passados seis anos divorciaram-se e Blom adquiriu um hábito alcoólico que mais tarde forçaria a sua saída da universidade. Blom mudou-se para o México onde conheceu a fotógrafa suíça Gertrude Duby (1901-1993) com quem casou.
Em 1950 Blom e a esposa compraram uma grande casa em San Cristóbal de las Casas, a que chamavam Casa Na Bolom da qual fizeram um centro cultural e científico com quartos para os visitantes, empresa continuada por Gertrude durante décadas após a morte de Frans. Actualmente esta casa funciona como museu.
Blom e Duby continuaram a efectuar expedições para o governo mexicano. Blom morreu em 1963, com 70 anos de idade.

## Livros de Blom
- I de store Skove : Breve fra Meksiko (1923)
- Tribes and Temples (1926-1927)
- Conquest of Yucatan (1936)
- La selva Lacandona (1955), med Gertrude Duby